# Matoniaceae
Ver Pteridophyta para una introducción a las plantas vasculares sin semilla
Las matoniáceas (nombre científico Matoniaceae) son una familia de helechos del orden Gleicheniales, que en la moderna clasificación de Christenhusz et al. 2011 son monofiléticas.

## Taxonomía
Introducción teórica en Taxonomía
La clasificación más actualizada es la de Christenhusz et al. 2011 (basada en Smith et al. 2006, 2008); que también provee una secuencia lineal de las licofitas y monilofitas.
- Familia 12. Matoniaceae C.Presl, Gefässbündel Farrn: 32 (1847).

2 géneros (Matonia, Phanerosorus). Referencias: Kato & Setoguchi (1998).

### ClasificaciónsensuSmithet al.2006
Ubicación taxonómica:
Plantae (clado), Viridiplantae, Streptophyta, Streptophytina, Embryophyta, Tracheophyta, Euphyllophyta, Monilophyta, Clase Polypodiopsida, Orden Gleicheniales, familia Matoniaceae.
Sinónimo: Matonioides.
Hennipman (1996) sugirió la inclusión de Dipteridaceae y Matoniaceae en Gleicheniaceae. Sin embargo Smith et al. (2006) mantienen a las familias divididas, debido a sus diferencias morfológicas distintivas.
2 géneros:
- Matonia con 2 especies
- Phanerosorus con 2 especies

Cerca de 11 especies.

## Filogenia
Introducción teórica en Filogenia
Monofilético (Kato y Setoguchi 1998, Pryer et al. 2004b, Schuettpelz et al. 2006).
Hermano de Dipteridaceae (Kato y Setoguchi 1998, Pryer et al. 2004b, Schuettpelz et al. 2006). 

## Ecología y Evolución
El registro fósil comienza a mediados del Mesozoico.
Actualmente distribuidos en la Cuenca Malasio-Pacífica ("Malesian-Pacific Basin").

## Caracteres
Con las características de Pteridophyta.
Tallos solenostélicos con al menos dos cilindros vasculares concéntricos (policíclicos), y un haz vascular central. 
Hojas flabeladas (Matonia), divididas dicotómicamente en forma anisotónica (con uno de los productos de la división de crecimiento más importante que el otro), o bien con pinas dicotómicas. Venas libres o anastomosándose ligeramente alrededor de los soros. Los soros poseen indusio peltado (unido a la lámina por un pie). Los esporangios maduran simultáneamente dentro de cada soro. Esporangios con pie muy corto y anillo oblicuo. 
Esporas globosas-tetraédricas, con marca trilete. 
Gametofitos verdes, taloides, con márgenes alborotados ("ruffled"). Anteridios grandes, compuestos por muchas células.
Número de cromosomas: x = 26 (Matonia), o 25 (Phanerosorus).

### Otros proyectos wikimedia
- Wikimedia Commons alberga una categoría multimedia sobre Matoniaceae.
- Wikispecies tiene un artículo sobre Matoniaceae.